# Lummis
Cet article concerne le peuple. Pour la langue, voir Lummi (langue).

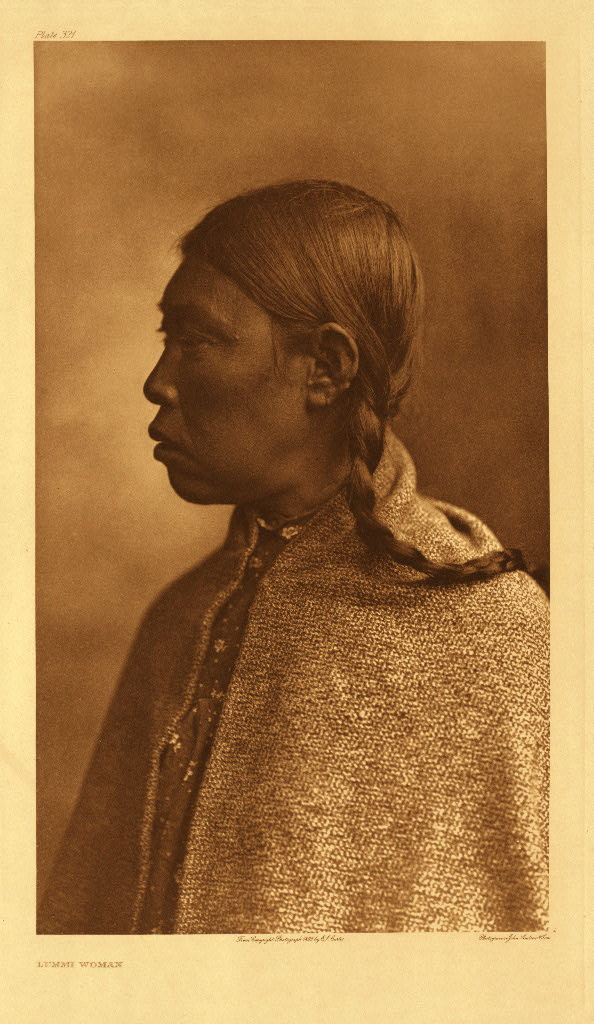
Femme de la tribu Lummi.

Les Lummis, également connus sous le nom de Lhaq'temish, sont un peuple amérindien de langues salish originaire de l'ouest de l'État de Washington aux États-Unis. Les membres de la tribu vivent essentiellement dans une réserve (Lummi Indian Reservation) située à l'ouest de la ville de Bellingham à une trentaine de kilomètres au sud de la frontière canadienne.

## Histoire
Avant l'arrivée des premiers colons d'origine européenne, la tribu migrait en fonction des saisons dans plusieurs sites de la région comme à Point Roberts, sur la péninsule Lummi, sur l'île Portage mais aussi sur les îles San Juan et Sucia. Ils se nourrissaient de coquillages, de poissons (saumons), de plantes et de baies. Pour la pêche en mer, ils utilisaient des filets.
La tribu est obligée de s'installer dans une réserve en 1855 à la suite de la signature du traité de Point Elliott. Cette réserve couvre une superficie de 54 378 km2 et englobe la péninsule Lummi et l'île Portage. De nombreux amérindiens furent par la suite christianisé  par l'église catholique.

## Démographie
On estime la population de la réserve à 6 590 habitants dont 2 564 appartenant à la tribu, 665 personnes extérieures vivant avec un membre de la tribu et 3361 non affiliés à la tribu. La réserve accueille 1 864 habitations dont 697 habitées par des membres de la tribu.